# Rhopalomyia weldi
Rhopalomyia weldi är en tvåvingeart som beskrevs av Ephraim Porter Felt 1921. Rhopalomyia weldi ingår i släktet Rhopalomyia och familjen gallmyggor.
Artens utbredningsområde är Illinois. Inga underarter finns listade i Catalogue of Life.